# Für alle Fälle Amy
Für alle Fälle Amy (Originaltitel: Judging Amy) ist eine US-amerikanische Fernsehserie, die zwischen den Jahren 1999 bis 2005 von CBS produziert wurde und in Deutschland auf VOX ausgestrahlt wurde.
Amy Brenneman (NYPD Blue, Daylight, Casper, Heat) spielt die Hauptrolle Amy Gray, eine Jugendrichterin, die nach ihrer Scheidung zusammen mit Tochter Lauren (Karle Warren) von New York City zurück in ihre Heimatstadt Hartford in Connecticut zieht. Dort wohnt sie bei ihrer eigenwilligen, aber netten Mutter, der Sozialarbeiterin Maxine (Tyne Daly). Zur Familie gehören auch Amys älterer Bruder Peter (Marcus Giamatti), dessen Ehefrau Gillian (Jessica Tuck) und Amys jüngerer Bruder Vincent (Dan Futterman). Beruflich stehen ihr der Rechtspfleger Bruce van Exel (Richard T. Jones) und die übereifrige Sekretärin Donna Kozlowski-Pant (Jillian Armenante) zur Seite.
Amy Brenneman ist mit der Figur der Amy Gray bestens vertraut, denn die Serie basiert auf der Lebensgeschichte ihrer Mutter. Für ihre Rolle erhielt Amy Brenneman drei Emmy- und drei Golden-Globe-Nominierungen.
Die deutsche Erstausstrahlung fand am 26. März 2003 auf VOX statt. In den USA wurde die Serie trotz guter Einschaltquoten von CBS nach sechs Staffeln am 18. Mai 2005 abgesetzt.

## Figuren

### Hauptfiguren
Amy Madison Gray (Amy Brenneman) – Nachdem sie sich von ihrem Ehemann getrennt hat, kehrt Amy Gray gemeinsam mit ihrer Tochter in das Haus ihrer Mutter zurück und wird Familienrichterin. Es fällt ihr nicht leicht, ihre Familie, ihren neuen Beruf und ihr Liebesleben unter einen Hut zu bringen, aber sie versucht es weiter. Ihre beiden längsten Beziehungen sind die mit dem Anwalt Stuart Collins, den sie aber vor dem Altar sitzen lässt, und mit David McClaren, den sie nach einer Fehlgeburt verlässt.
Für eine kurze Zeit wechselt Amy ins Strafgericht, fühlt sich dort aber nicht wohl und kehrt zum Familiengericht zurück. Am Ende der letzten Staffel kündigt sie ihren Job bei Gericht und entscheidet kurz danach, sich als Senatorin zur Wahl zu stellen.
Maxine McCarty Gray (Tyne Daly) – Amys verwitwete Mutter. Sie war Sozialarbeiterin in Hartford und nimmt ihren Beruf in der ersten Folge der Serie wieder auf. Sie ist bereit, alles zu tun, um Kindern zu helfen. Sie ist eine sehr eigensinnige und willensstarke Frau, die keine Probleme hat, über sehr lange Zeit nachtragend zu sein (mit ihrem Bruder hat sie über 12 Jahre lang kein Wort gesprochen), aber trotz allem ihre Familie liebt. Die Beziehung zu ihrer Tochter Amy ist oft nicht einfach, weil sich die beiden ähnlich sind. Nachdem sie längere Zeit mit dem vermögenden Jared Duff liiert war, verstirbt dieser 48 Stunden vor ihrer Hochzeit. Später verlobt sie sich noch einmal mit dem Landschaftsgärtner Ignacio Messina. In der letzten Staffel hat sie einen Herzanfall und muss sich einer Operation am offenen Herzen unterziehen.
Vincent Gray (Dan Futterman, Folgen 1–51, 116–138) – Amys jüngerer Bruder, dem sie am nächsten steht. Er ist Journalist und ein ehrgeiziger Autor. Zusammen mit Amys Sekretärin Donna Kozlowski wohnt er in einer Hartforder Mietwohnung. Er heiratet seine Freundin Carole Tobey, die an Brustkrebs erkrankt ist und zieht mit ihr nach San Francisco. Kurz vor seiner Abreise verkracht er sich mit seiner Schwester Amy und geht, ohne die Sache ins Reine zu bringen; doch als er am Flughafen vor dem Check-in steht, kommt Amy und schenkt ihm den „surfenden Affen“ (ein Familiensymbol für Glück) als Zeichen ihrer Liebe. Am Ende der 116. Folge kommt er zurück, nachdem Carole ihn wegen eines Krebsspezialisten verlassen hat, und versöhnt sich endgültig mit seiner Schwester. Er bekommt einen neuen Job als Sozialarbeiter.
Kyle McCarty (Kevin Rahm, Folgen 53–118) – Amys Cousin und der Sohn von Maxines Bruder Richard. Bevor seine Alkohol- und Drogenprobleme bekannt wurden, war er Arzt im Praktikum. Auch seine Familie wandte sich wegen seiner Suchtprobleme von ihm ab. Verzweifelt sucht er Hilfe bei seiner Tante Maxine. Sie gibt ihm ein Zuhause und besorgt ihm einen Job in einer sozialen Einrichtung. Später zieht er in Donnas Wohnung, in der seit Vincents Umzug wieder ein Zimmer frei ist. Außerdem findet er ein Krankenhaus, das bereit ist, ihm eine Chance zu geben, sein Praktikum zu beenden. Nachdem sein Vater gestorben ist, kündigt er seinen Beruf und findet einen neuen Weg in seinem Leben. Er entschließt sich, seine Exfreundin Heather nach Minnesota zu begleiten und auf ihren gemeinsamen Sohn aufzupassen, während Heather in der Rehaklinik ist.
Peter Gray (Marcus Giamatti) – Amys älterer Bruder. Der Besitzer des kleinen erfolgreichen Versicherungsunternehmens der Familie Gray. Er ist mit Gillian verheiratet und versucht lange Zeit, ein Kind mit ihr zu zeugen. Es gelingt ihnen jedoch nicht, deshalb entscheiden sie sich für eine Adoption. Kurz nach der Adoption wird Gillian dann doch schwanger. Ihr zweites Baby Walt kommt auf die Welt. Nach dessen Geburt gibt es einige Probleme zwischen Peter und Gillian. Peter zieht sogar kurzzeitig wieder bei seiner Mutter ein. Doch am Ende finden die beiden wieder zusammen.
Gillian Gray (Jessica Tuck) – Peters Ehefrau. Eine kontrollierende, obsessive und manchmal nervtötende Frau, die aber ein gutes Herz hat und ihren Ehemann Peter liebt. Nachdem sie vergeblich versucht hat, ein Kind zu gebären, adoptieren die beiden den kleinen Ned. Kurz nach der Adoption wird sie aus unerklärlichen Gründen aber doch schwanger. Allerdings fällt sie nach der Geburt von Walt in ein Koma. Sie und Peter haben Probleme, nachdem sie wieder aufgewacht ist, sie trennen sich sogar für einige Zeit. Doch am Ende wird alles wieder gut.
Lauren Cassidy (Karle Warren) – Amys Tochter, zu Beginn der Serie 6 Jahre alt. Ein ausgeglichenes, aber zeitweise anstrengendes Kind, das darunter leidet, dass sich seine Eltern getrennt haben. Trotzdem wird sie natürlich von allen gemocht.
Bruce van Exel (Richard T. Jones) – Amys Rechtspfleger, der zu ihrem Vertrauten wird. Ein eigensinniger Mann mit starken Überzeugungen. Er hat eine Tochter, Rebecca, deren Mutter die Beziehung mit ihm beendete, nachdem er sie aufgefordert hatte, zu ihm zu ziehen.
Donna Kozlowski (Jillian Armenante) – Amys Sekretärin. Eine ausgefallene Frau aus reichem Elternhaus, von dem sie sich allerdings entfremdet hat. Ihr Intellekt ist überdurchschnittlich (sie bekam ihre Anwaltserlaubnis nach eineinhalb Jahren), jedoch ist sie im Umgang mit anderen Menschen tollpatschig und kann die persönlichen Grenzen anderer sowie passende Zeitpunkte manchmal schwer einschätzen. Sie heiratet den wegen Mordes verurteilten Oscar Ray Pant und bekommt ein Kind mit ihm – Ariadne. Doch als sie herausfindet, dass Oscar wirklich schuldig ist, lässt sie sich von ihm scheiden. Am Ende wird sie eine vom Gericht bestellte Verteidigerin für Jugendangelegenheiten.

### Nebenfiguren
- Jean Potter (im Original Sean Potter, Timothy Omundson) – Maxines Chef und ein guter Freund von ihr. In der Regel tut Maxine das, was sie – und nicht, was ihr Chef – will. Schließlich war sie früher auch einmal die Leiterin des Amts für Jugend und Familie.
- Eric Black (Blake Bashoff) – Ein homosexueller Jugendlicher, der bereits mehrmals missbraucht wurde. Maxine nimmt ihn vorläufig bei sich zu Hause auf, wo er sich mit der Familie Gray anfreundet. Danach adoptiert ihn Sean Potter. Nachdem er einen Stalker umbringt, der Amy und ihrer Tochter nachstellt, vertraut Maxine ihm nicht mehr. Obwohl er vor Gericht freigesprochen wird, flieht er mit seinem Freund nach Kanada.
- Heather (Sarah Danielle Madison) – Eine Ärztin an Kyles Krankenhaus mit Alkohol- und Drogenproblemen. Nachdem ein Drogentest bei ihr positiv ausfällt, wird sie entlassen. Sie hat immer wieder kurze Beziehungen mit Kyle, bis sie schwanger wird. Kyle verspricht ihr zwar zu helfen, möchte aber nicht fest mit ihr zusammen sein. Letztendlich geht er mit ihr nach Minnesota und passt auf ihren gemeinsamen Sohn auf, während Heather in der Rehaklinik ist.

### Amys Beziehungspartner
- Michael Cassidy (#1 John Slattery, #2 Richard Burgi) – Amys Exmann. Direkt nach der Scheidung schlafen Amy und Michael noch einmal miteinander. Danach heiratet Michael Leisha und versucht vergeblich das Sorgerecht für Lauren, Amys und seine gemeinsame Tochter, zu bekommen.
- Rob Meltzer (Tom Welling) – Laurens Karatelehrer, mit dem Amy eine kurze Affäre hat.
- Stuart Collins, genannt Stu (Reed Diamond) – Ein Anwalt, der mit Amy verlobt war. Als er sie heiraten möchte, lässt Amy ihn vor dem Traualtar sitzen.
- David McClaren (Adrian Pasdar) – Ein verwitweter Staatsanwalt und Vater von Victor, Laurens erstem Freund. Die Beziehung zu Amy stand von Anfang an unter keinem guten Stern. Nach einer Fehlgeburt verlässt sie ihn endgültig.

### Maxines Beziehungspartner
- Jared Duff (Richard Crenna) – Ein Multimilliardär, der sich in Maxine verliebt und sie umwirbt. Obwohl die Beziehung der beiden nicht ohne Schwierigkeiten verläuft, möchte Jared Maxine heiraten. Doch kurz vor der geplanten Hochzeit erleidet er während einer Geschäftsreise in China einen tödlichen Herzinfarkt (bedingt durch den Krebstod des Darstellers Richard Crenna).

- Ignacio Messina (Cheech Marin) – Ein Landschaftsgärtner, den Maxine anheuert, um ihren Garten wieder in Ordnung zu bringen. Die beiden kommen sich näher und letztendlich fragt Ignacio, ob Maxine ihn nicht heiraten wolle.

## Besetzung
| Rolle                  | Schauspieler      | Synchronsprecher   | Folgen (Anzahl)     |
| ---------------------- | ----------------- | ------------------ | ------------------- |
| Amy Madison Gray       | Amy Brenneman     | Elisabeth Günther  | 1.01 bis 6.22 (138) |
| Maxine McCarty Gray    | Tyne Daly         | Viktoria Brams     | 1.01 bis 6.22 (138) |
| Bruce van Exel         | Richard T. Jones  | Crock Krumbiegel   | 1.01 bis 6.22 (99)  |
| Lauren Cassidy         | Karle Warren      | Sabrina Tafelmaier | 1.01 bis 6.22 (81)  |
| Sean Potter            | Timothy Omundson  | Claus-Peter Damitz | 1.21 bis 6.22 (77)  |
| Donna Kozlowski(-Pant) | Jillian Armenante | Inez Günther       | 1.05 bis 6.22 (67)  |
| Peter Gray             | Marcus Giamatti   | Stephan Hoffmann   | 1.01 bis 6.22 (62)  |
| Kyle McCarty           | Kevin Rahm        | Oliver Mink        | 3.08 bis 6.02 (61)  |
| Gillian Gray           | Jessica Tuck      | Ute Brankatsch     | 1.01 bis 6.22 (58)  |
| Vincent Gray           | Dan Futterman     | Marcus Off         | 1.01 bis 6.22 (41)  |